# Anna Ancher
Anna Ancher (Skagen, Dinamarca, 18 d'agost de 1859 - íd., 15 d'abril de 1935) va ser una artista danesa, interessada en la llum i el color, associada amb el grup de pintors de Skagen, una colònia d'artistes establerts a la punta nord de Jylland. Es considera una de les artistes visuals més grans de Dinamarca.

## Fons

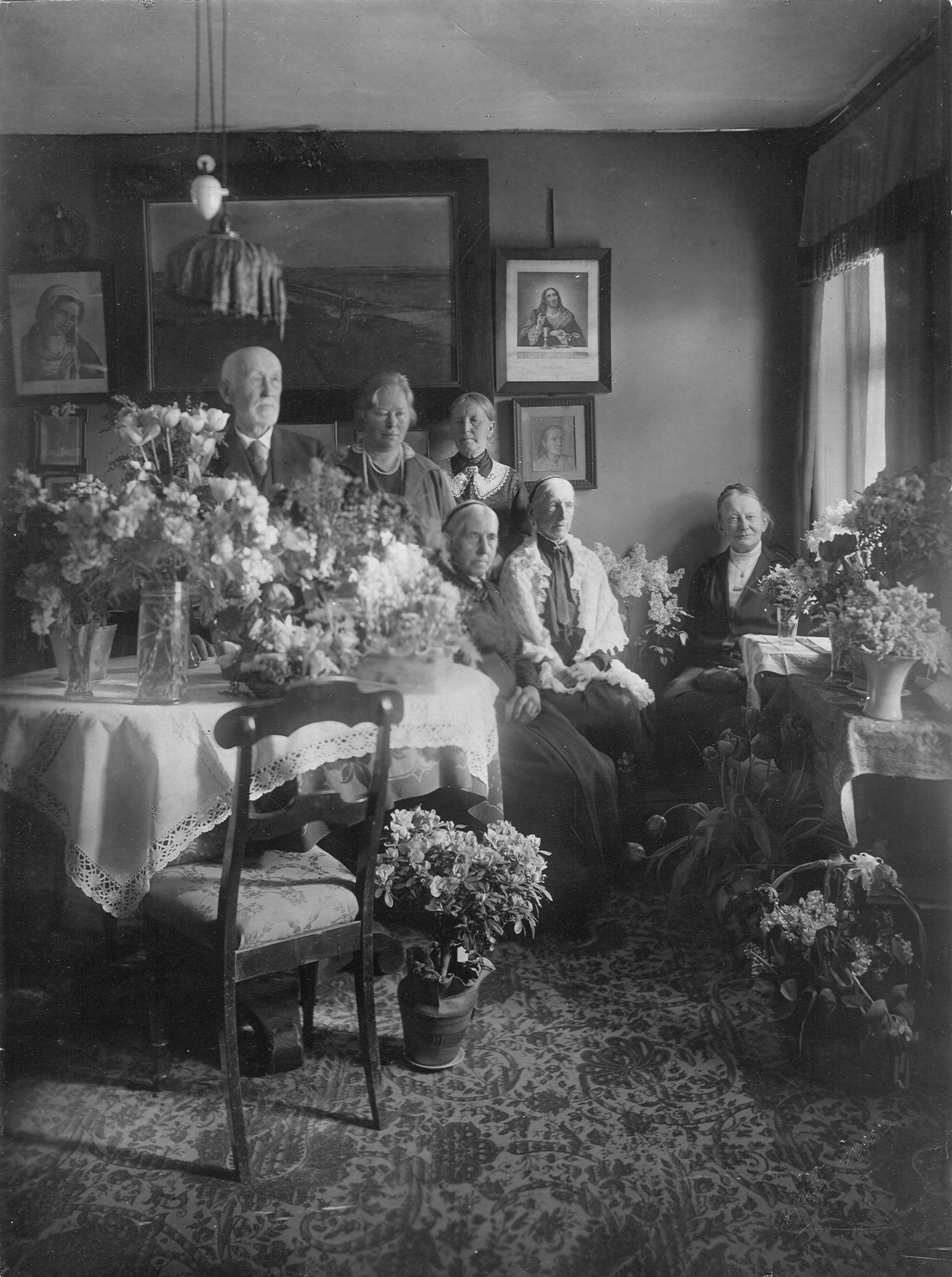
Anna Ancher i família a l'Hotel Brøndums, ca. 1930

Anna Kirstine Brøndum, filla d'Ane Hedvig Møller i d'Erik Andersen Brøndum, va ser l'única dels pintors de Skagen que va néixer i va créixer al mateix Skagen, on el seu pare era propietari de l'Hotel Brøndums. El talent artístic d'Anna Ancher es va fer evident a una edat primerenca i es va familiaritzar amb l'art pictòric a través dels molts artistes que es van establir per pintar a Skagen, al nord de Jylland.
Mentre va estudiar dibuix durant tres anys al Vilhelm Kyhn College of Painting de Copenhaguen, va desenvolupar el seu propi estil i va ser pionera a observar la interacció de diferents colors a la llum natural. També va estudiar dibuix a París, a l'atelier de Pierre Puvis de Chavannes, juntament amb Marie Triepcke, que es casaria amb Peder Severin Krøyer, un altre pintor de Skagen. Va debutar a l'Exposició de Primavera de Charlottenborg quan tenia 20 anys. El 1880 es va casar amb el també pintor Michael Ancher i van tenir una filla, Helga Ancher. Malgrat la pressió de la societat perquè les dones casades es dediquessin a les tasques domèstiques, va continuar pintant després del matrimoni.

## Carrera
Anna Ancher va ser considerada una de les grans artistes pictòriques daneses en virtut de les seves habilitats com a pintora de personatges i colorista. El seu art impressionista va trobar expressió en l'avenç modern de l'art nòrdic cap a una representació més veraç de la realitat, com es palesa a Blind kone, Blå Ane [Esposa cega, 1882] i Pigen i køkkenet [Noia a la cuina,1883–1886].

## Estil
Juntament amb Theodor Philipsen, Anna Ancher és considerada una de les pintores impressionistes més importants de l'art danès. L'historiador de l'art danès Peter Nørgaard Larsen escriu sobre l'estil impressionista d'Anna Ancher: "Però a diferència de la connexió dels impressionistes francesos amb la vida moderna a la metròpoli i als voltants, [els seus quadres] estan pintats des de la perifèria de la modernitat […] En lloc de contra allò que és agitat, fugaç i momentani, que és generalment el que és distintiu de l'impressionisme".
Les imatges d'Anna Ancher sovint representen el món de les dones. Va pintar moltes dones, moltes més que homes, sovint soles. Un motiu típic d'Anna Ancher és una sola figura femenina en un interior, una habitació o una sala d'estar, dedicada a una activitat tranquil·la o simplement reflexiva i introvertida. La introversió és un tret molt característic de les seves figures femenines: l'atenció es dirigeix al seu món interior, que queda ocult a l'espectador; gairebé mai no hi ha contacte visual amb l'espectador, ja que les dones miren cap avall, tenen els ulls tancats o bé estan d'esquena. Així, l'atenció se centra en la composició de la figura en l'espai.
Ancher va estar intensament preocupada per explorar la llum i el color, com a Interiør med Clematis [Interior amb Clematis, 1913]. També va crear composicions més complexes com En begravelse [Un funeral, 1891]. Les obres d'Anna Ancher han representat sovint l'art danès a l'estranger.

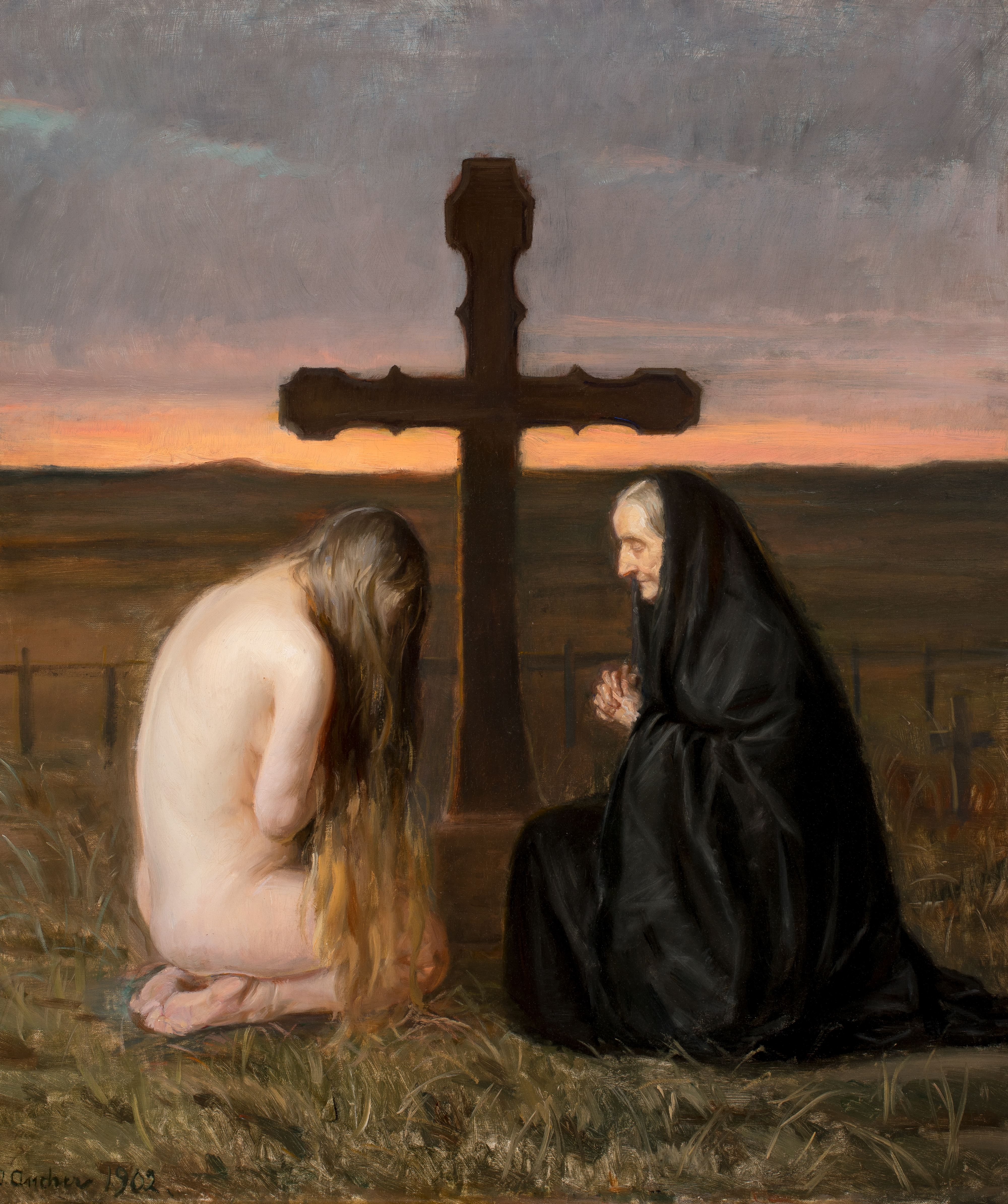
Sørg [Dol, 1902

Anna Ancher ha estat elogiada per la seva pintura titulada Sørg (1902), que representa una dona rossa de cabells llargs i nua a un costat de l'obra, una creu funerària al mig i una dona piatosa més gran vestida amb roba negra. El context religiós de la pintura podria estar relacionat amb la pròpia educació religiosa d'Ancher. La seva representació del nu femení és única per a l'època, atès que aquesta dona no està obertament sexualitzada i creada únicament com un objecte per a la mirada masculina, com era típic en les pintures contemporànies de nus femenins. L'estudiosa Alice R. Price afirma que aquesta pintura és un reflex de la posició d'Ancher com a dona de fe que viu en l'estil de vida bohemi tradicional dels artistes, que Price interpreta com a indicatiu d'un conflicte intern en curs per a l'artista.

## El Museu

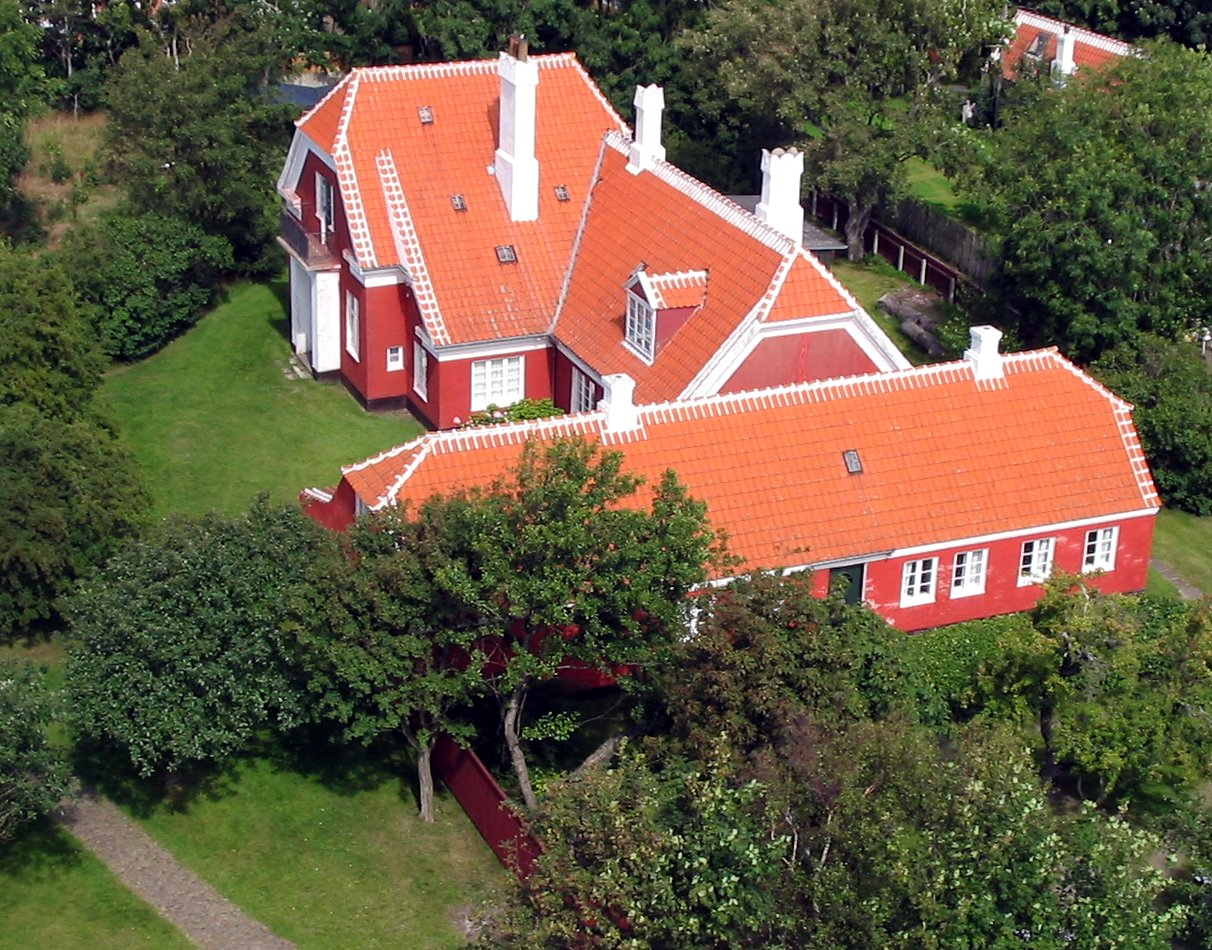
La casa de Michael i Anna Ancher a Skagen

La residència d'Anna i Michael Ancher a Skagen es va comprar el 1884. L'any 1913 s'hi va afegir un gran estudi, annex a la propietat. Això també formava part del que avui es mostra públicament com a museu dedicat tant a Anna com a Michael Ancher. A la seva mort, el 1964, la seva filla, Helga Ancher, va deixar la casa i tot el seu contingut a una fundació. L'antiga residència va ser restaurada i oberta com a museuː Anchers Hus.
Els mobles i les pintures originals creats pels Ancher i altres artistes de Skagen es mostren a la casa i l'estudi restaurats. S'organitzen exposicions d'art a la Saxilds Gaard, un altre edifici de la propietat. Sempre hi ha exposicions de pintures de Michael i Anna Ancher, així com de molts altres pintors de Skagen que formaven el seu cercle d'amics.

## Obres

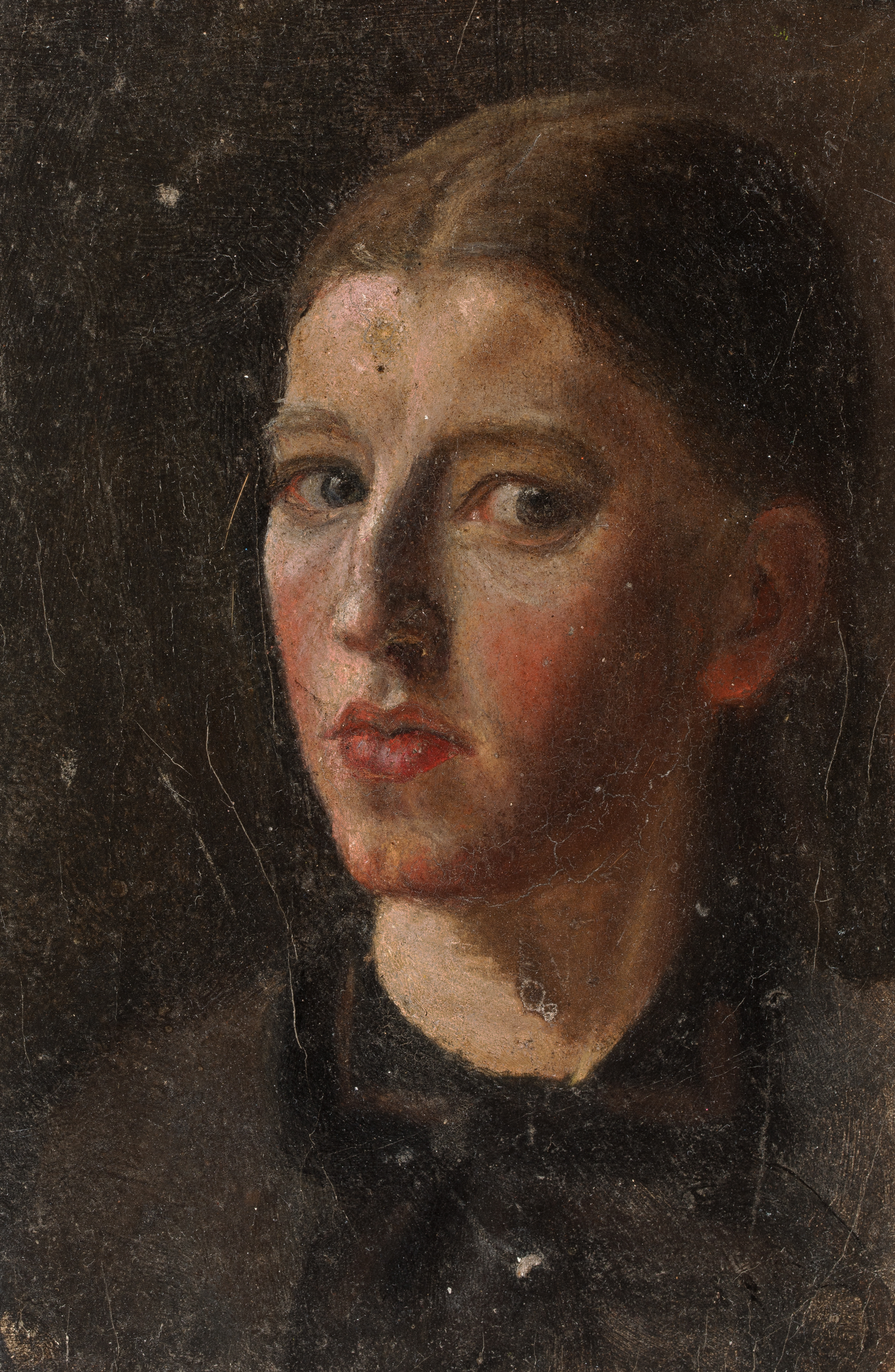
Selvportræt [Autoretrat, ca 1878-1879]
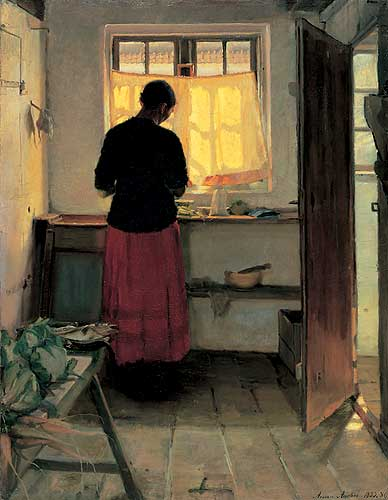
Pigen i køkkenet [Noia a la cuina c. 1886]
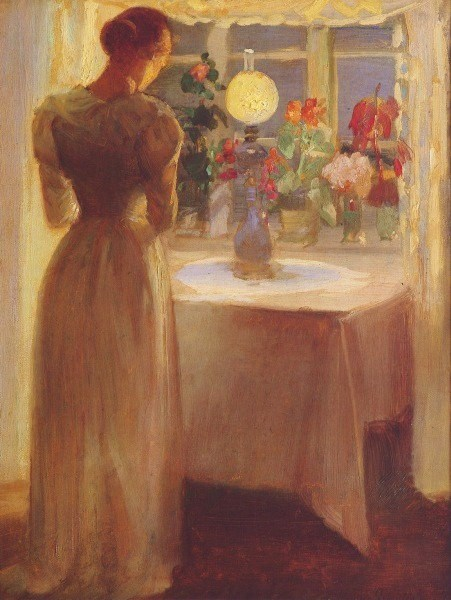
Ung pige foran en tændt lampe [Noia davant d'un llum encès, 1887]
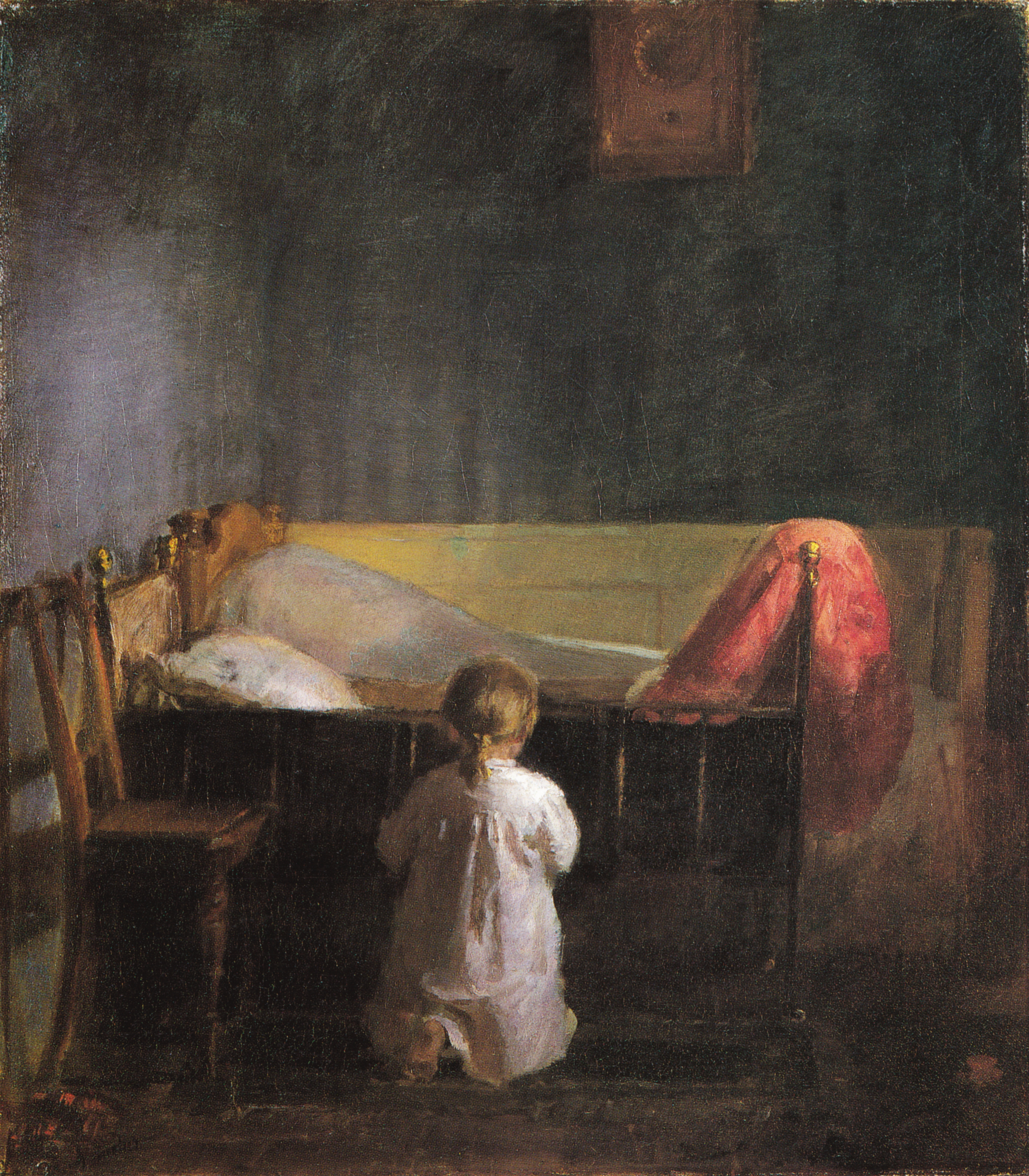
Aftenbøn [Pregària del vespre, 1888]
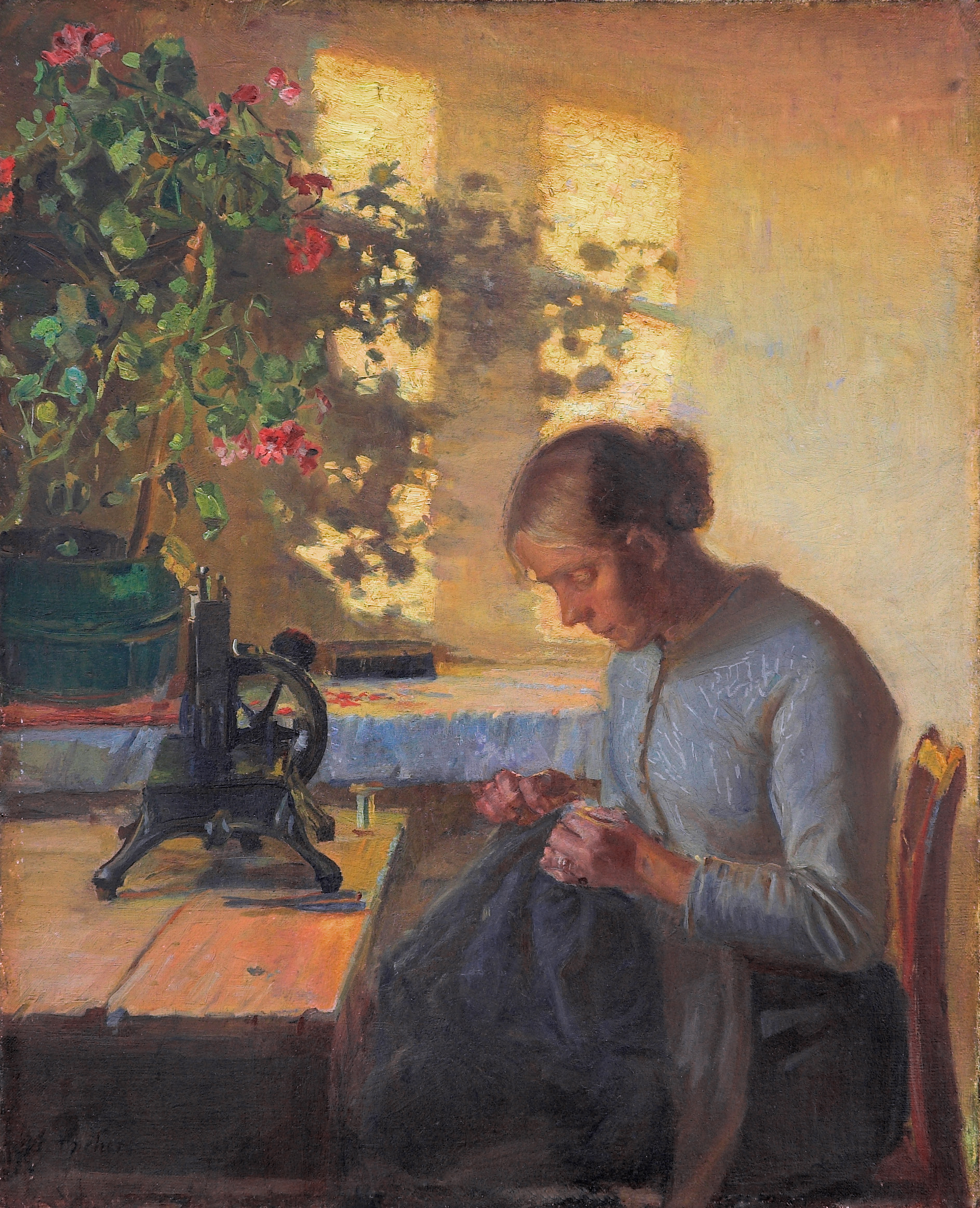
Synde fiskerpige [Dona de pescador cosint, 1890)
Interiør med datteren Helga ved sytøjet [Interior amb la filla de la pintora, Helga, cosint, 1890]
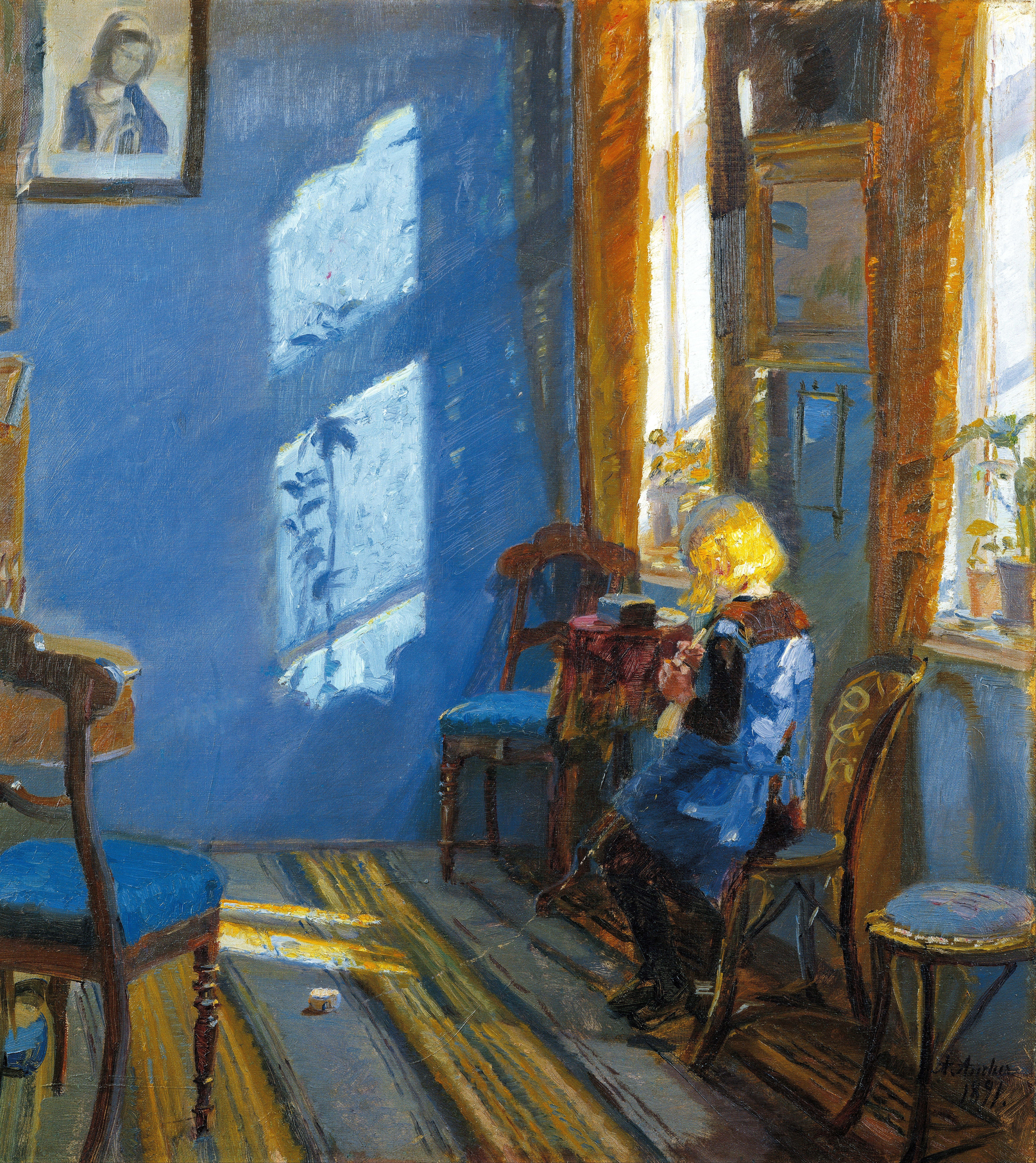
Solskin i den blå stue [La llum del sol a l'habitació blava, 1891]
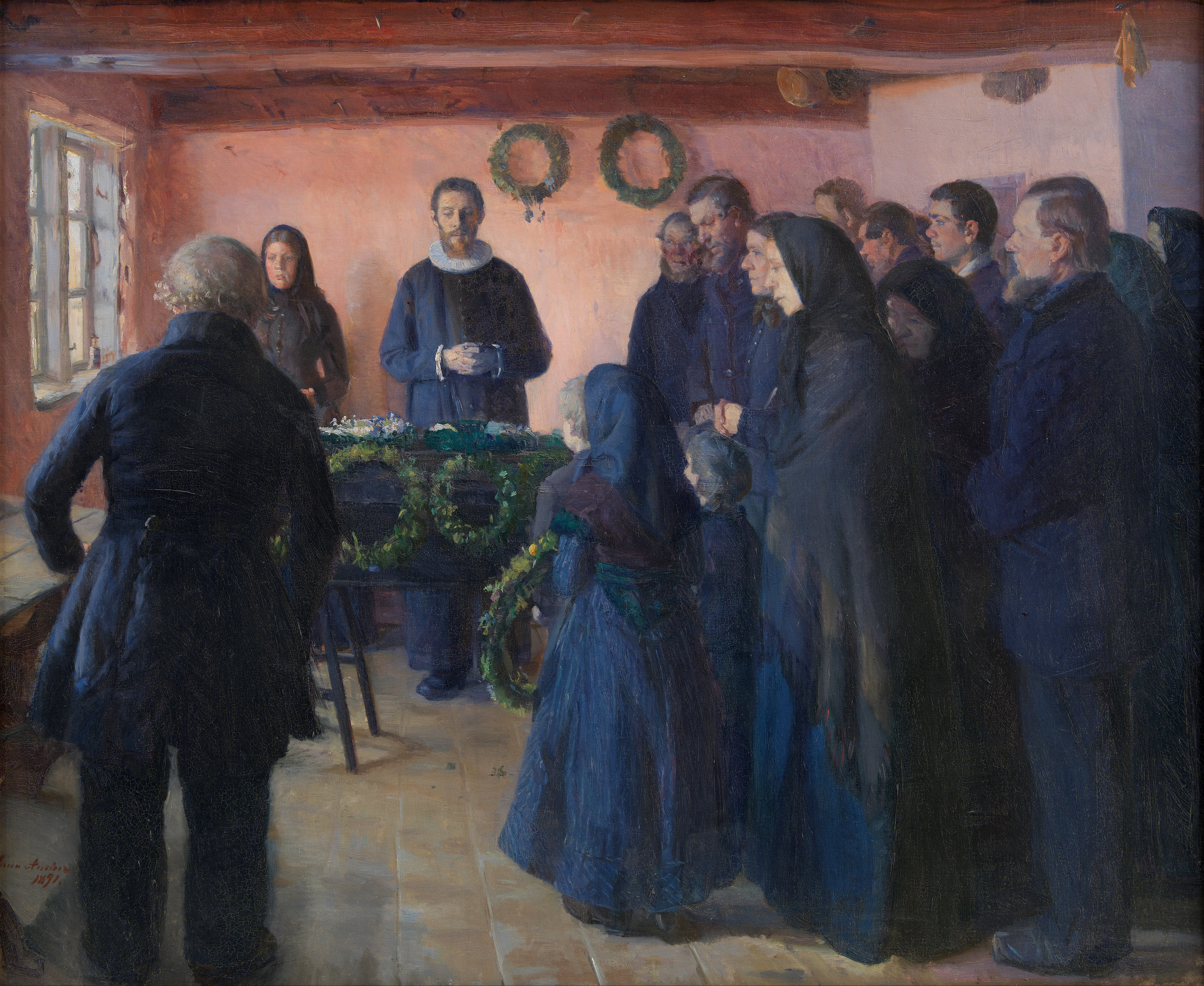
En begravelse [Un funeral, 1891]
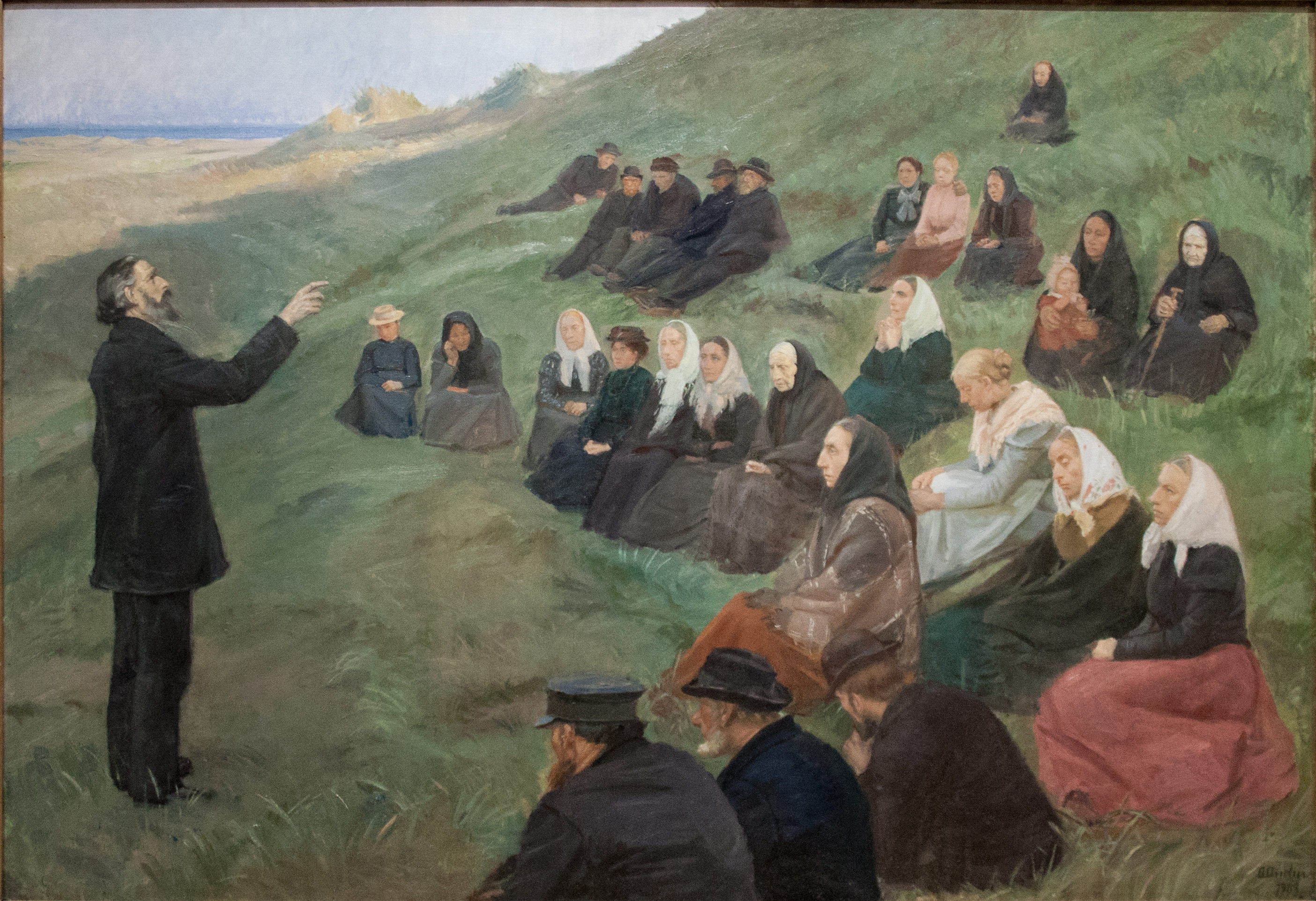
Missionsmøde på Skagen Fyrbakke [Reunió de missió a Skagen Fyrbakke,1903]
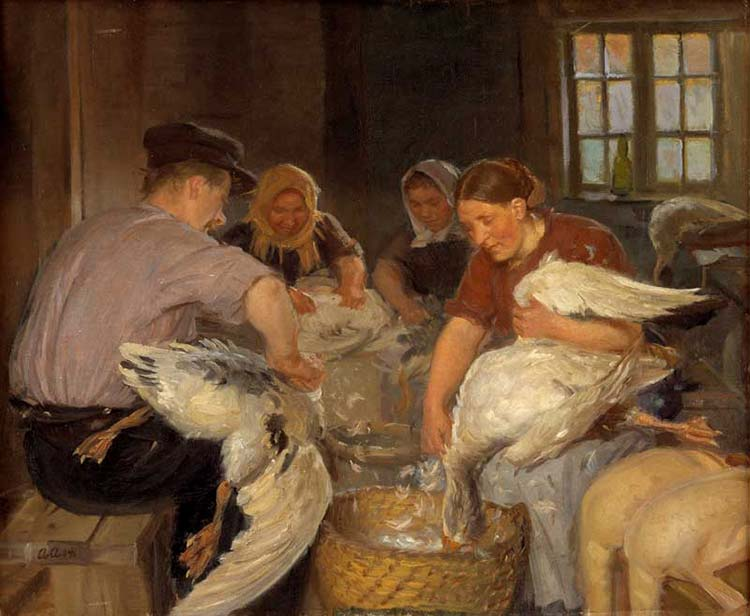
Plukker gæssene [Plomant les oques de Nadal, 1904]
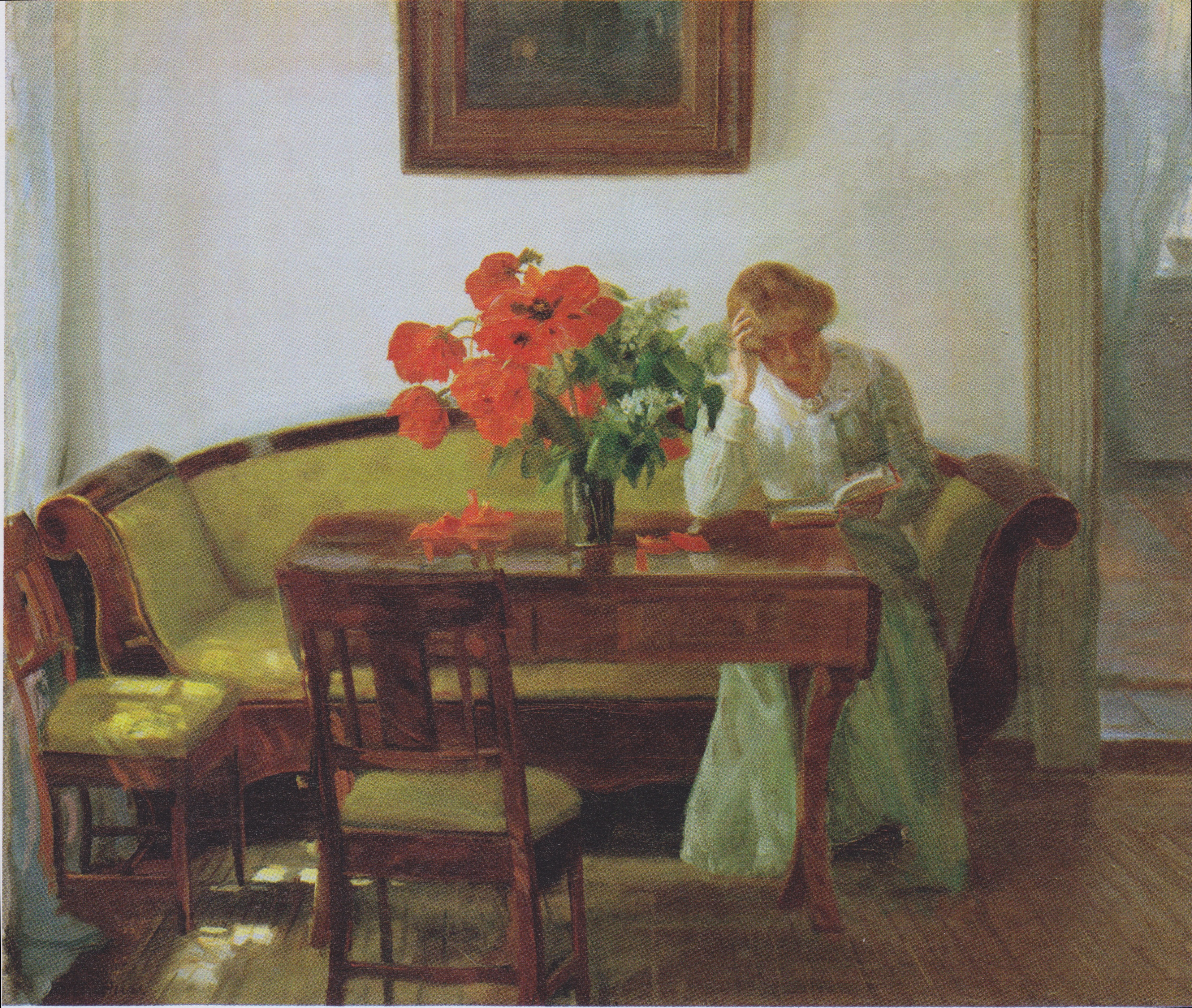
Interior med røde valmuer [Interior amb roselles i dona lectora, 1905]
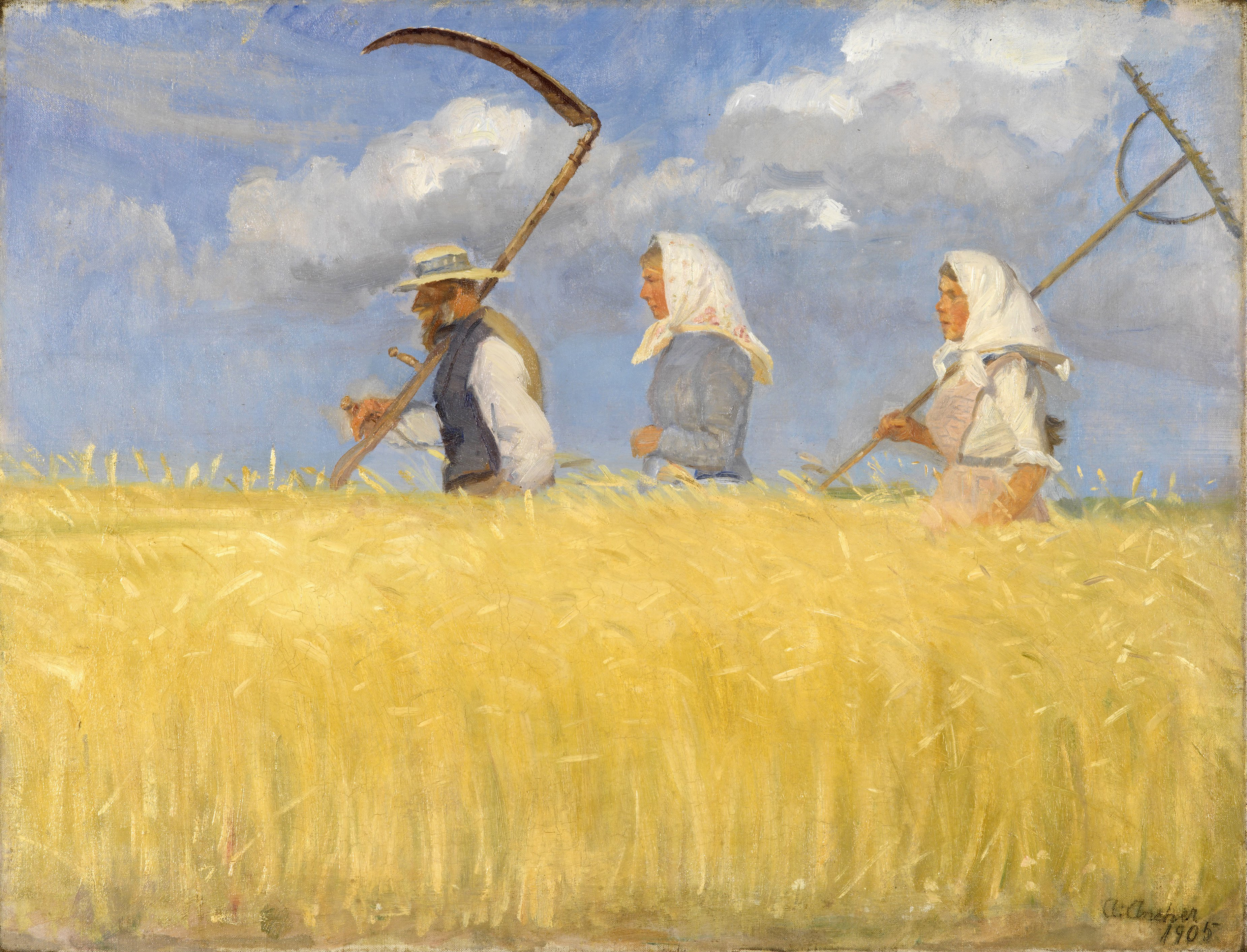
Høstarbejdere [Segadors, 1905]
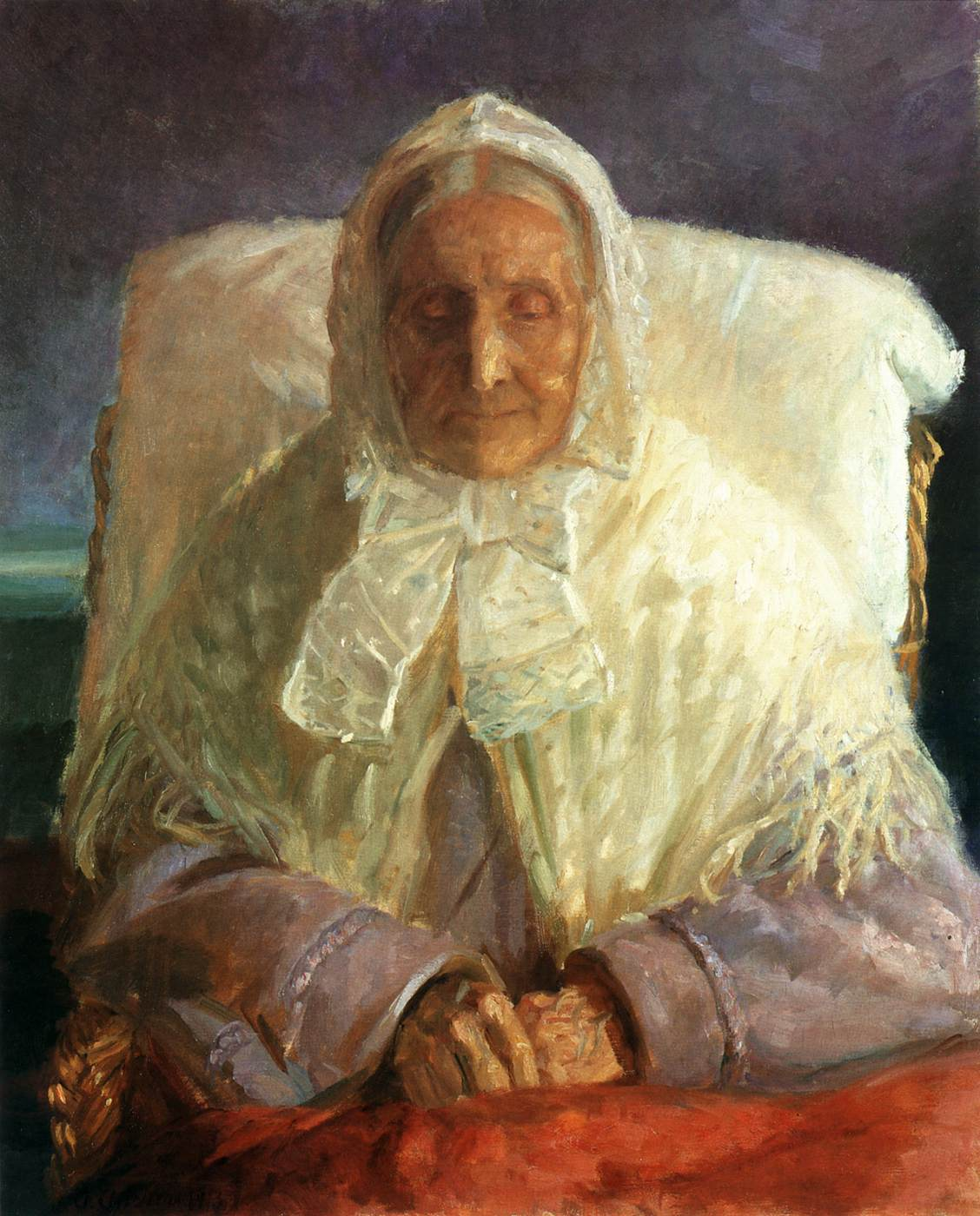
Fru Ane Brøndum i den blå stue [Retrat de la mare de l'artista, 1913]
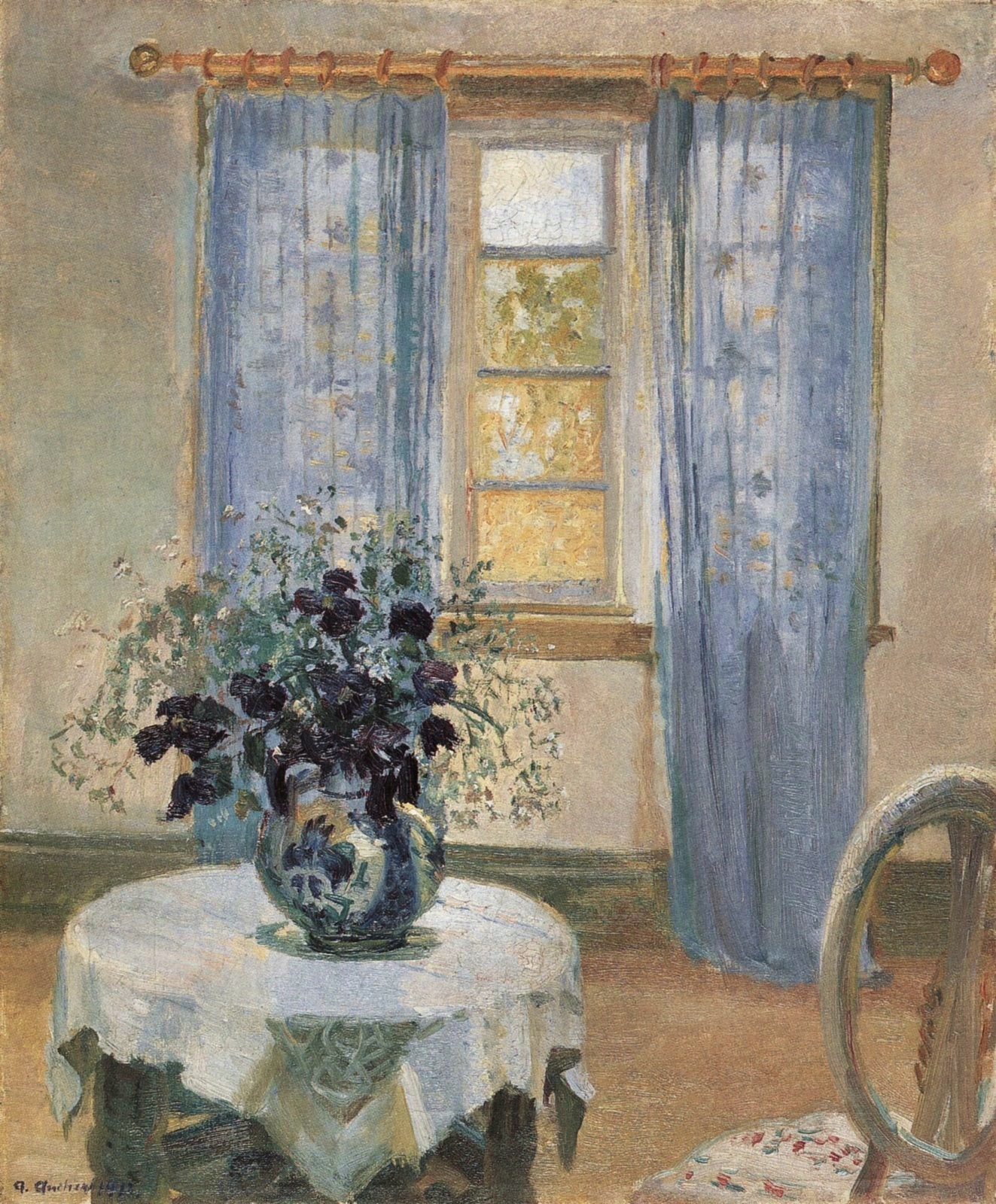
Stue med lyseblå gardiner og blå Clematis [Habitació amb cortines blau clar i Clematis blau, 1913]

## Reconeixement
Va exposar la seva obra al Palau de Belles Arts a l'Exposició Mundial de Columbia de 1893, a Chicago, Illinois. Va rebre la medalla Ingenio et Arti el 1913, i la Tagea Brandt Rejselegat el 1924. Fins a la seva mort, va exposar un total de 54 vegades a Charlottenborg. Moltes de les seves pintures es poden veure al Museu de Skagen, a Anchers Hus i Ribe Kunstmuseum , així com a Den Hirschsprungske Samling, a Copenhaguen.
Anna i Michael Ancher van aparèixer a la part frontal del bitllet de 1000 DKK, que va entrar en circulació el 25 de novembre de 2004 i, posteriorment, va ser substituït. La part frontal del bitllet tenia un retrat doble d'Anna i Michael Ancher, derivat de dues pintures de 1884 de Peder Severin Krøyer, que originalment penjaven a les parets del menjador de l'hotel Brøndums.
Una col·lecció de gairebé 4.000 cartes entre Anna i Michael Ancher i els seus amics, amb comentaris de la historiadora de l'art Elisabeth Fabritius, es va publicar com a Anna og Michael Ancher. Breve og fotografier 1866-1935 I-VI va ser publicat per Forlaget Historika el 2020.
Al 2018, l'obra d'Anna Ancher va formar part de l'exposició Women in Paris 1850-1900.

## Exposicions retrospectives
- Anna Ancher – Skagens indre og ytre rom, Lillehammer Kunstmuseum, Noruega, 2021[18]
- I Am Anna. A Homage to Anna Anche, Museu Skagens, Dinamarca, 2009[19]
- Anna Ancher, Arken Museum of Modern Art, Copenhaguen, 2011[20]
- Anna Ancher & Co.—The Painting Women, Ribe Kunstmuseum, Dinamarca, 2007[21]
- Anna Ancher—det besjælede rum, Ribe Kunstmuseum, Dinamarca, 1999[22]
- Anna Ancher, 1859–1935, Malerin in Skagen, Niedersächsisches Landesmuseum, Hannover, 1994–1995[23]